# Narancsmellű álszajkó
A narancsmellű álszajkó (Garrulax annamensis) a madarak osztályának verébalakúak (Passeriformes) rendjébe és a Leiothrichidae családjába tartozó faj.

## Rendszerezése
A fajt Herbert Christopher Robinson és Cecil Boden Kloss írták le 1919-ben, a pettyesmellű álszajkó (Garrulax merulinus) alfajaként, Stactocichla merulina annamensis néven. Egyes szervezetek jelenleg is a Stactocichla nembe sorolják Stactocichla annamensis néven.

## Előfordulása
Délkelet-Ázsiában, Vietnám területén honos. A természetes élőhelye a szubtrópusi vagy trópusi síkvidéki- és hegyi esőerdők, valamint cserjések. Állandó, nem vonuló faj.

## Megjelenése
Testhossza 24-25 centiméter.